# Forn de l'Escoda
El Forn de l'Escoda és una obra de Colldejou (Baix Camp) inclosa a l'Inventari del Patrimoni Arquitectònic de Catalunya.

## Descripció
Estructura arquitectònica de planta rectangular bastida amb blocs de pedra escairada i morter. Conserva diverses parts característiques de la disposició d'un forn de calç: el cintell o paret circular que s'aixeca a peu de murada, en la part inferior; en aquesta s'obre també la boca, obertura per on s'introduïa la llenya al forn; a la part superior, es diferencia la caixa. Trobem que es conserva també la coberta, no en massa bon estat, reforçada amb una biga de ferro.